# Цейтлин, Александр Моисеевич
Алекса́ндр Моисе́евич Це́йтлин (англ. Alexandre Zeitlin; 1872[…], Тифлис — 1946[…] или 1944) — скульптор-портретист еврейского происхождения из Российской империи, большую часть жизни работавший в других странах.

## Биография
Родился в 1872 году в Тифлисе, Российская империя (ныне — Грузия) в семье ювелира Моисея Симоновича Цейтлина. Заинтересовался скульптурой, и уже в подростковом возрасте выставил свои первые произведения в родном Тифлисе. В дальнейшем уехал в Вену, где в 1890—1894 годах учился в местной Академии художеств. Уже в период обучения выполнил ряд портретных бюстов, включая бюст эрцгерцога Отто, которые были благосклонно приняты публикой. Затем уехал в Париж, где продолжил своё обучение в Высшей школе изящных искусств.
После окончания обучения остался в Париже, где проработал почти двадцать лет. Специализировался в основном на портретных бюстах, причём за бюст Камиля Фламмариона в 1903 году был награждён французским орденом Академических пальм. Определённую известность у современников получил также бюст английского короля Эдуарда VII, созданный незадолго до коронации этого монарха, и ряд других. 
С началом Первой мировой войны Цейтлин в 1915 году переехал в Нью-Йорк, где остался. Здесь он активно продолжал работать над созданием портретных бюстов.
Помимо этого, в течение своей карьеры время от времени создавал жанровые скульптуры, надгробия и т. д.
Скончался в 1946 году в Нью-Йорке.

## Семья
Родной брат Александра Цейтлина, скрипач Лев Моисеевич Цейтлин, остался в СССР и на протяжении более 30 лет был профессором Московской консерватории.